# Dicranomyia (Dicranomyia) monochromera
Dicranomyia (Dicranomyia) monochromera is een tweevleugelige uit de familie steltmuggen (Limoniidae). De soort komt voor in het Afrotropisch gebied.